# Phycella cyrtanthoides
Phycella cyrtanthoides là một loài thực vật có hoa trong họ Amaryllidaceae. Loài này được (Sims) Lindl. miêu tả khoa học đầu tiên năm 1825.

## Hình ảnh

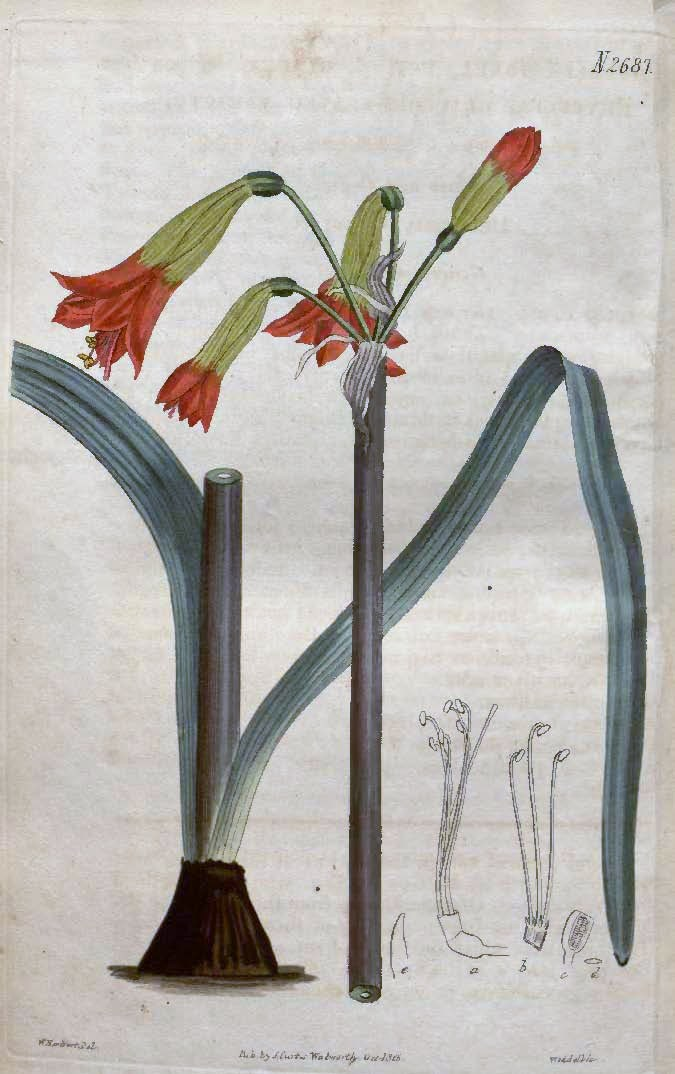
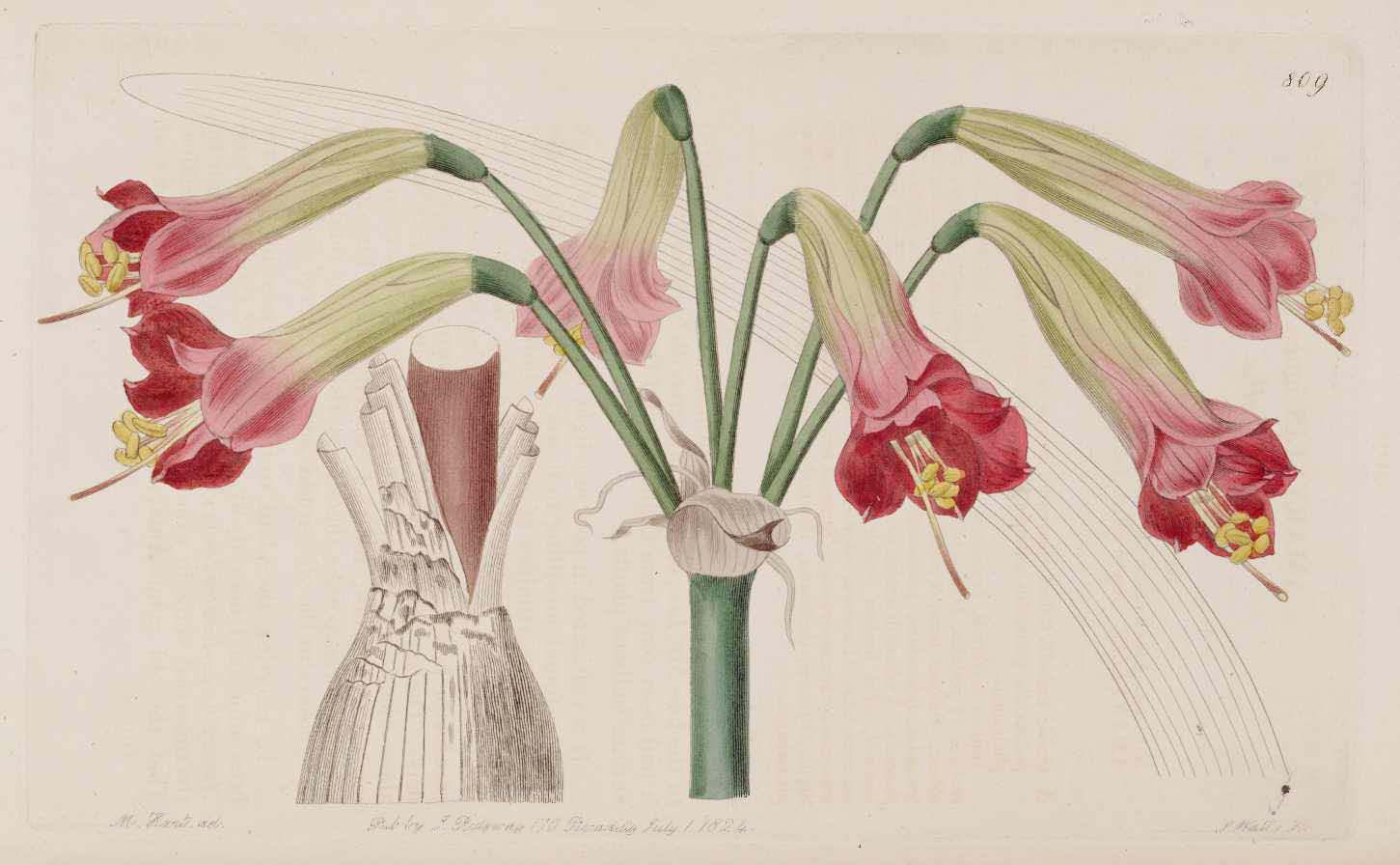
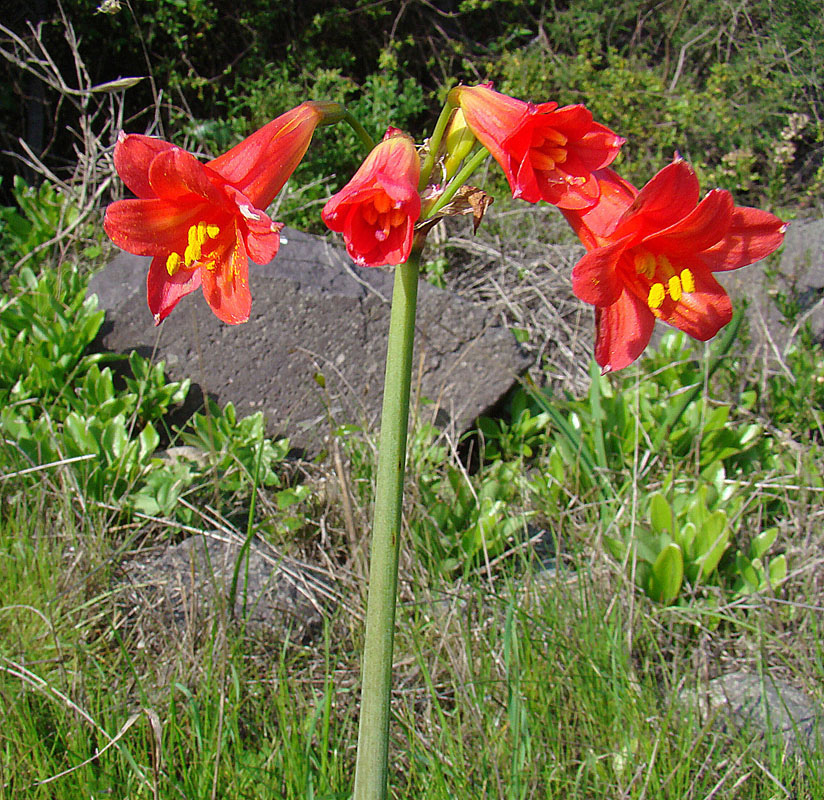